# Liatinden
Liatinden ist ein Berg in der Kommune Lurøy in der Provinz (Fylke) Nordland. Er hat eine Höhe von etwa 925 moh.

## Lage
Der Berg liegt direkt an der Westküste des norwegischen Festlandes in der Kommune Lurøy. An dieser Stelle gehört zu Lurøy nur ein schmaler Landstreifen. Etwas nordöstlich des Bergs Liatinden liegt der Gipfel Rundtinden, der eine Höhe von 947 moh. erreicht und sich direkt auf der Grenze zwischen Lurøy und der Nachbarkommune Rødøy befindet. Weiter südlich befinden sich mehrere Erhebungen, die jeweils über 1000 moh. hoch sind.

## Verkehr
Auf dem schmalen Küstenstreifen, der im Westen zwischen Liatinden und dem Aldersund liegt, verläuft der auch als „Kystriksveien“ (deutsch: Küstenreichsstraße) bekannte Fylkesvei 17 in den Norden. Aufgrund der Anfälligkeit für Erdrutsche im küstennahen Gebiet wurde im Rahmen des Liafjellprosjektet ein Tunnel- und Brückensystem geschaffen. Wegen eines Erdrutsches im September 2018 verzögerten sich die Bauarbeiten.

## Nutzung
Auf dem Berg befand sich der Abspannpunkt der Antenne des Omega-Senders Bratland.